# Nina Preobraschenska
Nina Illiwna Preobraschenska (ukrainisch Ніна Іллівна Преображенська (Антонюк); geboren als Nina Illiwna Antonjuk am 16. Februar 1956 in Stawyschtsche) ist eine ehemalige sowjetische Ruderin.  
Die 1,77 m große Nina Antonjuk von Lokomotive Kiew gewann ihre erste internationale Medaille bei den Weltmeisterschaften 1977, als sie mit dem sowjetischen Achter den zweiten Platz hinter dem DDR-Achter erreichte. Bei den Weltmeisterschaften 1978 ruderte sie in dem sowjetischen Achter, der nach drei Siegen des Bootes aus der DDR den ersten Titel in dieser Bootsklasse für die Sowjetunion gewann. Im Jahr darauf konnte der sowjetische Achter den Titel verteidigen.
Bei den Olympischen Spielen in Moskau trat Nina Preobraschenska unter ihrem Ehenamen an. Der sowjetische Achter unterlag gegen den Achter aus der DDR, der bei den Weltmeisterschaften 1978 und 1979 die Silbermedaille gewonnen hatte.  